# Die neue Addams Familie
Die neue Addams Familie (The New Addams Family) ist eine US-amerikanisch-kanadische Sitcom, die von Oktober 1998 bis August 1999 auf YTV in Kanada und Fox Family in den USA gesendet wurde. Sie wurde von Shavick Entertainment and Saban Entertainment als Neuauflage der 1960er Fernsehserie The Addams Family produziert. Große Teile der Handlung der alten Folgen wurden übernommen und an die moderne Zeit angepasst. Die Rollen von Wednesday und Pugsley nahmen größeren Raum ein, wobei ihre gewalttätige und sadistische Persönlichkeit stärker dargestellt werden konnte. Die Serie wurde in Vancouver, British Columbia, Kanada gedreht. In Deutschland wurde die Fernsehserien zuerst im ab dem 1. Oktober 2000 auf dem Pay-TV-Sender Fox Kids ausgestrahlt. 2004 wurde sie von RTL Television im Free-TV ausgestrahlt.

## Besetzung
- Glenn Taranto: Gomez Addams
- Ellie Harvie: Morticia Addams
- Brody Smith: Pugsley Addams
- Nicole Fugere: Wednesday Addams (einziges Mitglied der Besetzung des Pilotfilmes Addams Family – Und die lieben Verwandten, das in die Fernsehserie übernommen wurde)
- Betty Phillips: Eudora "Großmutter" Addams
- Michael Roberds: Onkel Fester
- John DeSantis: Lurch
- Paul Dobson: Cousin Itt
- Steven Fox: Thing

### Gastauftritte
- John Astin: Großvater Addams (Astin spielte in der Originalserie The Addams Family Gomez)

## Auszeichnungen
Elie Harvie wurde für ihre Rolle der Morticia im Jahr 2000 für die Canadian Comedy Awards in der Kategorie beste weibliche Fernsehdarstellerin nominiert. Bei den Leo Awards gewannen an der Fernsehserie beteiligte Personen im Jahr 2000 in acht von neun Kategorien Auszeichnungen, in denen sie nominiert waren.